# Dexter (Georgia)
Dexter es un pueblo ubicado en el condado de Laurens en el estado estadounidense de Georgia. En el censo de 2000, su población era de 509.

## Demografía
En el 2000 la renta per cápita promedia del hogar era de $33,036, y el ingreso promedio para una familia era de $44,107. El ingreso per cápita para la localidad era de $22,451. Los hombres tenían un ingreso per cápita de $30,357 contra $26,375 para las mujeres.

## Geografía
Dexter se encuentra ubicado en las coordenadas 32°26′4″N 83°3′32″O / 32.43444, -83.05889 (32.434580, -83.058904).
Según la Oficina del Censo, la localidad tiene un área total de 2 km² (0,8 mi²), de la cual 2 km² (0,8 mi²) es tierra y 0 km² (0 mi²) (0.00%) es agua.